# Старая Каменка (Могилёвская область)
Ста́рая Ка́менка (бел. Стара́я Ка́менка) — деревня в Кабиногорском сельсовете Славгородского района Могилёвской области Белоруссии.

## Этимология
Название деревни происходит от того, что земли здесь каменистые.

## География
Неподалеку от деревни течет река Каменка.

## История
Решением Могилёвского областного Совета депутатов от 17 июля 2006 года № 18-11 "Об изменении административно-территориального устройства Славгородского района" 10 августа 2006 года деревня Старая Каменка из Каменковского сельсовета включена в состав Кабиногорского сельсовета.

## Население
- 2011 год — 51 человек
- 2010 год — 48 человек
- 1999 год — 195 человек
- 1910 год — 403 человек[1]

## Культура
- Дом культуры

## Достопримечательность
- Братская могила советских воинов
- Памятник землякам, погибшим в Великой Отечественной войне
- Стоянки мезолита, незолита и бронзового века (около деревни)